# Finsko na Letních olympijských hrách 1908
Finsko na Letních olympijských hrách 1908 v Londýně reprezentovalo 62 mužů. Nejmladším účastníkem byl Elmer Niklander (18 let, 178 dní), nejstarší pak Emil Nässling (43 let, 283 dny). Reprezentanti vybojovali 5 medailí, z toho 1 zlatou, 1 stříbrnou a 3 bronzové.

## Medailisté
| Medaile | Jméno | Sport                | Disciplína                 |
| ------- | --- | -------------------- | -------------------------- |
| Zlato   | Verner Weckman | Zápas                | řecko-římský do 93 kg      |
| Stříbro | Yrjö Saarela | Zápas                | řecko-římský do 93 kg      |
| Bronz   | Verner Järvinen | Atletika             | Muži hod diskem řecký styl |
| Bronz   | Arvo Lindén | Zápas                | řecko-římský do 66,6 kg    |
| Bronz   | Eino Forsström Otto Granström Johan Kemp Jivari Kyykoski Heikki Lehmusto John Lindroth Yrjö Linko Edvard Linna Matti Markkanen Kaarlo Kustaa Paasia Arvi Pohjanpää Aarne Pohjonen Eino Railio Heikki Riipinen Arno Saarinen Einari Verner Sahlstein Arne Salovaara Kaarlo Sandelin Elias Sipilä Viktor Smeds Kaarlo Soinio Kurt Enoch Stenberg Väinö Tiiri Karl Magnus Wegelius | Sportovní gymnastika | družstvo víceboj           |